# 차드 아랍어

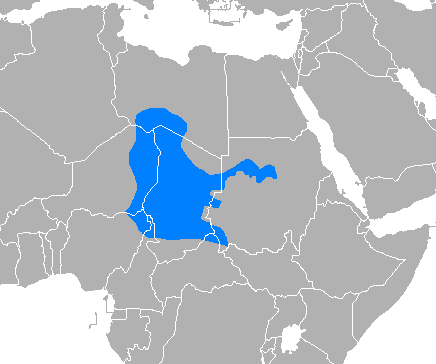

차드 아랍어(아랍어: لهجة تشادية)는 차드와 수단 등지에서 약 150만 명의 사람이 사용하는 아랍어의 방언이다. 목축민인 차드 아랍인(바까라족)들의 모어이며, 이들이 분포하는 지역에서 공용어의 지위를 가지기 때문에 정착민 중에도 사용자가 있다. 슈와 아랍어(Shuwa)나 서수단 아랍어로도 알려져 있다.

## 같이 보기
- 차드의 언어
- 수단 아랍어